# Sektion Hochland des Deutschen Alpenvereins
Die Sektion Hochland des Deutschen Alpenvereins (DAV) e. V. ist eine Sektion des Deutschen Alpenvereins. Die am 23. Dezember 1902 gegründete, in München ansässige Sektion ist mit 924 Mitgliedern (Stand: 31. Dezember 2024) eine der kleineren Sektionen des Deutschen Alpenvereins.

## Geschichte
Die Sektion Hochland wurde am 23. Dezember 1902 im Münchener Hofbräuhaus als Sektion Hochland des Deutschen und Österreichischen Alpenvereins gegründet. Gründungsmitglied war u. a. der Kunstmaler Rudolf Reschreiter.
Im Lauf der Jahre erwarb oder erbaute die Sektion mehrere Gebirgshütten. Zunächst konnte die Hochlandhütte 1909 errichtet werden, die Arnspitzhütte folgte 1910. Das Soiernhaus und die Hans-Mertel-Hütte (auch Unteres Soiernhaus) konnten 1920 von den Bayerischen Staatsforsten gepachtet werden. Die Hans-Mertel-Hütte wird zusammen mit der Bergwacht Bayern betrieben. Als letzte Pachthütte folgte 1924 die Mühltalalm.
Die Blaueishütte wurde 1922 errichtet, brannte durch Brandstiftung 1946 ab und ging kurz nach der Wiedererrichtung 1955 durch eine Lawine ab. Der Standort musste wegen finanzieller Engpässe von der Sektion aufgegeben werden und die Sektion Berchtesgaden errichtete die neue Blaueishütte.
Mitglieder der Sektion Hochland unternahmen mehrere Expeditionen, so unter anderem an der Deutsch-Sowjetischen Alai-Pamir-Expedition 1928, wobei die die Erstbesteigung des Pik Lenin (7134 m) gelang. Bei der Deutsch-Amerikanischen Expedition 1932 konnte der Rakhiot Peak (7070 m) erstbestiegen werden.
Die Sektion bietet ein Tourenprogramm mit etwa 20 bis 30 Kursen und Touren pro Jahr an. Darüber hinaus hat die Sektion ein umfangreiches Kinder- und Jugendprogramm. Die Mitglieder der Sektion nehmen regelmäßig erfolgreich an Kletterwettbewerben teil.

## Sektionsvorsitzende
Eine chronologische Übersicht über alle Präsidenten der Sektion seit Gründung:
| Amtszeit  | Präsident          | Anmerkung                   |
| --------- | ------------------ | --------------------------- |
| 1902–1904 | Heinrich Lieberich | Oberstaatsanwalt            |
| 1905–1907 | Christian Kittler  | Oberstudiendirektor         |
| 1908–1911 | Heinrich Lieberich | Oberstaatsanwalt            |
| 1912–1913 | Max Ahles          | Rechtsanwalt                |
| 1914–1921 | Heinrich Lieberich | Oberstaatsanwalt            |
| 1922–1923 | Josef Seeber       | Senatspräsident             |
| 1924–1929 | Leonhard Meukel    | Ministerialrat              |
| 1930      | Hans Weinrich      | Studienprofessor            |
| 1931–1934 | Leonhard Meukel    | Ministerialrat              |
| 1935–1945 | Eugen Allwein      | Praktischer Arzt            |
| 1939–1945 | Josef Paur         | Direktor (vertretungsweise) |
| 1946–1981 | Hans Ackermann     | Verw.-Gerichtsdirektor      |
| 1982–1993 | Gerhard Meyer      | Hochschullehrer             |
| 1993–2011 | Alois Mittermaier  | Verwaltungsbetriebswirt     |
| 2011–2021 | Stefan Dräxl       | Reiseverkehrskaufmann       |
| 2021–2024 | Andreas Striegan   | Wirtschaftsgeograf          |
| seit 2024 | Claus Haberda      | Diplom-Agraringenieur       |

## Hütten der Sektion

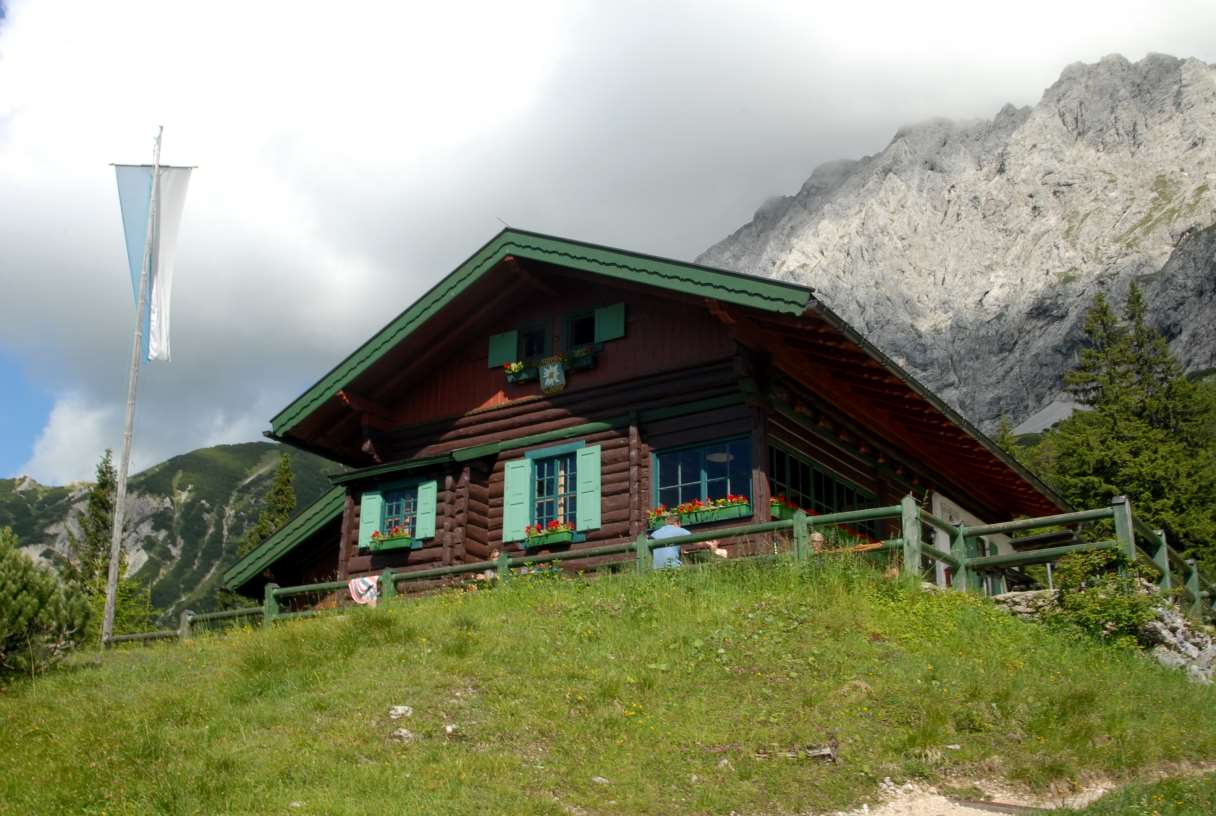
Hochlandhütte

Die Sektion Hochland betreibt zwei bewirtschaftete sowie drei unbewirtschaftete Schutzhütten.
Bewirtschaftete Hütten
- Hochlandhütte, 1623 m (Nördliche Karwendelkette) (1909 erworben/gepachtet)
- Oberes Soiernhaus, 1616 m (Soierngruppe) (1920 erworben/gepachtet)

Selbstversorgerhütten
- Arnspitzhütte, 1930 m (Arnspitzgruppe) (1910 erworben/gepachtet)
- Unteres Soiernhaus auch Hans-Mertl-Hütte oder Mertelhütte, 1560 m (Soierngruppe) (1920 erworben/gepachtet)

Ehemalige Hütten
- Alte Blaueishütte, 1651 m (Berchtesgadener Alpen) (1922 erworben/gepachtet), 1955 durch Lawine zerstört, Neubau 1956 durch die Sektion Berchtesgaden, welche auch aktueller Eigentümer ist.
- Mühltalalm, 1418 m (Tegernseer Berge) (Gepachtet 1924–2021)

## Bekannte Mitglieder
- Hans von Bomhard
- Fritz März
- Rudolf Reschreiter (Gründungsmitglied)
- Ernst Enzensperger[7]